# Homosexualité dans la chanson française
L'homosexualité dans la chanson française peut prendre plusieurs formes. Au fil des époques les chansons peuvent caricaturer, ignorer, défendre ou militer pour l'acceptation de cette orientation sexuelle, quelle que soit l'orientation sexuelle de leurs auteurs ou de leurs interprètes. Mode d'expression populaire par excellence, la chanson permet à la fois le divertissement et le débat. La culture gay et lesbienne en a fait un médium privilégié d'expression, mais la chanson peut être également utilisée pour la railler ou la parodier.

## Histoire

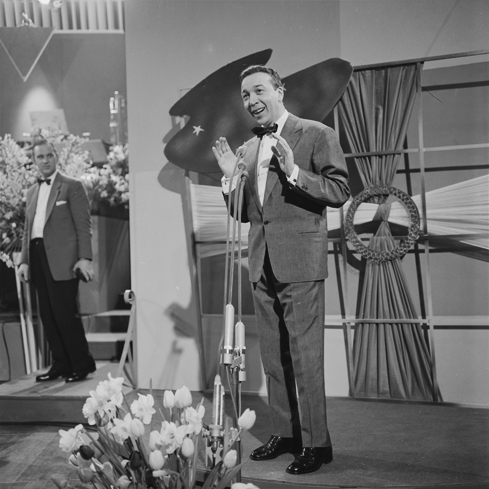
André Claveau lors du Concours Eurovision de la chanson 1958 à Hilversum.

Déjà présente à une époque où le terme « homosexuel » n'existait pas encore, le thème de l'homosexualité a véritablement éclos dans la chanson française à l'avènement de la Troisième République grâce à l'explosion des cafés-concerts, — à la suite des décrets de 1867 et de 1880 —, lieux de toutes les licences (qu'elles soient alcooliques ou morales) malgré une censure toujours attentive. Il s'agissait à l'époque plus de caricaturer la « tante » comme sujet de moquerie parmi tant d'autres (soldats, belles-mères...), même si peu à peu des artistes et auteurs ouvertement homosexuels tendent à donner une image plus troublante, sortant de la moquerie pour évoquer la vie homosexuelle de l'époque et l'ivresse de ces amours interdites.
Du sous-entendu grivois distillé par Yvette Guilbert, Suzanne Lagier ou Charlotte Gaudet à l'apparition du style « tapette » popularisé par Mayol (et rapidement parodié, parfois de façon non subtile), le XXe siècle franchit allègrement le pas. À l'image des milieux littéraires qui voient s'épanouir Marcel Proust, André Gide, Colette ou Jean Cocteau, les music-halls deviennent des pépinières d'artistes « invertis », ainsi que des lieux de drague très courus. C'est le règne de la chanson interlope. Bien sûr, le voile de l'ambiguïté plane toujours la plupart du temps sur les textes, mais la vie privée des vedettes des « années folles » est de notoriété publique : les producteurs Henri Varna et Oscar Dufrenne, le compositeur Gaston Gabaroche, les auteurs Jean Lorrain, Maurice Aubret et Louis Amade ne cachent pas leurs préférences. Le bal du Magic-City, inauguré en 1922 rue de Lappe, organise chaque année au Mardi gras un grand concours de travestis. Charpini ou O'dett triomphent en précurseurs des drag queen dans des parodies d'opérette ou des imitations de comédiennes célèbres. Les chanteurs Reda Caire, Max Trébor, Jean Lumière, André Claveau, Jean Tranchant ou Jean Sablon font rêver les femmes,, sans qu'elles soient dupes. Côté femmes, Fréhel, Damia, Suzy Solidor ou Yvonne George profitent de la brèche ouverte par le roman à scandale La Garçonne de Victor Margueritte pour s'approprier des textes « masculins. »
La Seconde Guerre mondiale incite à plus de discrétion, qui plus est à partir de la loi du 6 août 1942 sur l'incitation à la débauche, même si le style zazou de Charles Trenet véhicule toujours quelques sous-entendus. La Libération en revanche est une période de remise aux normes assez brutale que l'arrivée du « rock », symbole de virilité, ne contredira pas. Luis Mariano, Jean-Claude Pascal, Mick Micheyl ou Colette Mars se retranchent prudemment derrière les convenances face à l'expansion d'un discours homophobe sous le masque de la caricature. D'autres comme Gribouille se réfugieront dans l'alcool et les barbituriques, elle en mourra le 18 janvier 1968.
C'est paradoxalement grâce à des chanteurs « hétéros » que l'homosexualité va peu à peu devenir un sujet plus anodin à partir de 1968. Juliette Gréco, Régine ou Mouloudji interprètent des auteurs ouvertement gays comme Frédéric Botton ou Jean Genet, et surtout des textes qui évoquent l'homosexualité sans en faire un objet de condamnation ou de moquerie. Charles Aznavour aborde le sujet en 1972 avec Comme ils disent, en énonçant pour la première fois "homo" (écrit « homme oh ») et en prêchant la tolérance. 
Les années disco imposent la mode androgyne personnifiée par les Bee Gees, ou Patrick Juvet,, tandis que des chanteurs comme Dave continuent à chanter les amours hétérosexuels sans dissimuler leurs propres préférences, et que les Village People, ou Boys Town Gang prêchent l'hédonisme décomplexé de certains milieux gays de l'époque, véhiculé par des chanteurs et danseurs dont la plastique est mise en valeur. Dans les années 1990, les boys band garderont leur principe de présenter des hommes comme objets sexuels, mais sans connotation homosexuelle affichée. Au début des années 1980, plusieurs artistes prennent ouvertement la défense de la cause homosexuelle comme Dalida qui soutient la Radio Fréquence Gay et participe dès 1985 à un gala pour aider la recherche contre le virus du SIDA. À ce propos, elle déclare publiquement à l'antenne en direct : « Moi je trouve ça merveilleux, les homosexuels ça existe et ça a toujours existé depuis toujours et c'est merveilleux que maintenant c'est au grand jour en liberté. Je pense que chacun est libre de faire ce qu'il veut de son corps. ».
Parallèlement, des artistes plus discrets comme Dick Annegarn ou Yann-Fañch Kemener trouvent également leur terrain d'expression.
L'épidémie de sida qui se répand à partir du milieu des années 1980 chasse les paillettes et le discours devient plus politique. Alors que Mylène Farmer construit sa notoriété sur (entre autres) le thème de la bisexualité, Jean Guidoni choque en développant un univers d'une noirceur et d'une crudité rarement évoquées jusque-là,. D'autres ne cachent pas leur homosexualité, sans en faire un sujet central de leur art, comme Juliette. Ce n'est qu'avec les années 2000 (et la relative normalisation de l'homosexualité grâce à des lois comme le PACS) que, sans renoncer à un certain militantisme, la chanson homosexuelle retrouve un peu de légèreté grâce à des artistes comme Mouron, Nicolas Bacchus ou Laurent Viel et qu'on voit même apparaître des artistes ouvertement gays dans des milieux jusqu'alors plutôt fermés comme le rock ou le rap, genre qui cristallise également depuis quelques années les attaques les plus homophobes.

## Chansons traitant de l'homosexualité ou de la bisexualité

### Entre 1900 et 1950
- 1909 : Le P'tit Jeune Homme (Ramis/E. Météhan) par Charlotte Gaudet[d 2]
- 1920 : C'était une fille (C. Abadie-F. Pearly/G. Gabaroche-F.Pearly) par Maurice Chevalier, le mariage d'une garçonne avec un travesti[c 13],[d 5]
- 1922 : Le Petit Rouquin du faubourg Saint-Martin (A. Montagard/F. Mêlé) par Fortugé[c 14],[d 6]
- 1923 : La Garçonne (J. Rodor-J. Bertet/V. Scotto) par Georgel[c],[c 15],[7]
- 1929 : Henri, pourquoi n'aimes-tu pas les femmes ? par Dranem[d 7]
- 1933 : Imprudentes ! (Georgius-M. Bertal-L. Maubon/J.Eblinger) par Georgius[d 8]
- 1933 : Ouvre par Suzy Solidor[d 9],[b 1],[d]
- 1936 : Quand même (L. Poterat-J. Mario/J. Wiéner) du film La Garçonne par Édith Piaf[8],[b 2]
- 1947 : Les Mamelles de Tirésias de Francis Poulenc[9],[10]
- 1949 : Ils en sont tous (R. Rocca/G. Planet) par Robert Rocca[d 10]

### Années 1950 et 1960
- 1957 : Le Jardin extraordinaire de Charles Trenet[11],[12]
- 1957 : Le tourbillon de la vie par Jeanne Moreau[13],[14]
- 1958 : Je cherche un milliardaire par Coccinelle[15]
- 1959 : Tout l'amour de Dario Moreno[11]
- 1960 : Rien ne peut changer ma joie de Charles Trenet[16]
- 1961 : Nous les amoureux par Jean-Claude Pascal[17],[18],[11]
- 1963 : Le Monsieur et le Jeune Homme de et par Guy Béart, également chantée par Juliette Gréco[d 10],[19]
- 1963 : Chercher la femme par Coccinelle[20],[d 11]
- 1964 : Mon cher Albert par Jean Yanne[3],[e]
- 1965 : Les PD d'Henri Tachan[3],[e]
- 1966 : La grande Zoa par Régine[22],[3],[1],[23]
- 1968 : On dit qu'il en est par Fernandel[3],[1]

### Années 1970
- 1970 : Copain, ami, amour de Dave[3],[19]
- 1970 : Masculin, singulier de Michel Delpech[3],[e]
- 1971 : Le Rire du sergent par Michel Sardou[24]
- 1971 : L'abbé à l'harmonium par Charles Trenet[a 10],[25]
- 1971 : Les Pingouins (F. Botton) par Juliette Gréco[26],[11],[b 3]
- 1972 : Comme ils disent de et par Charles Aznavour[27],[11],[28],[3]
- 1972 : Pour ne pas vivre seul (S. Balasko / D. Faure) par Dalida[29],[30],[14]
- 1973 : L'espionne lesbienne (Christian Décamps / Daniel Haas) par le groupe Ange[f]
- 1973 : Je vais me marier, Marie (Pierre Delanoë / Patrick Juvet) par Patrick Juvet[g],[36]
- 1973 : Oh les filles ! par le groupe Au bonheur des dames[37],[36]
- 1975 : Chanson pour les non-mâles de et par Serge Utgé-Royo[h],[39]
- 1976 : Sensuelle par Catherine Lara[40]
- 1978 : J'avais un ami de et par le groupe Bijou[41]
- 1978 : Les amitiés particulières c'est quand les filles nous font peur par Serge Lama[3],[39],[e]
- 1978 : Les femmes ça fait pédé par Régine[42],[e]
- 1978 : Un garçon pas comme les autres (Ziggy) de la comédie musicale Starmania (Luc Plamondon/Michel Berger) par Fabienne Thibeault[22],[3],[11] et repris avec succès en 1991 par Céline Dion
- 1979 : Depuis qu'il vient chez nous (C. Carmone / V. Buggy / J. Barnel) par Dalida[29],[43],[e]
- 1979 : Mes parents, sachez-le (J. Gabriel / M. Frantz) par Daniel Roux[i]
- 1979 : Laissez-nous aimer (J.M. Keller / D. Carlet) par Daniel Roux[18]
- 1979 : Comme les princes travestis chanté par Marie Paule Belle[3],[b 4]

### Années 1980
- 1980 : Chercher le garçon par le groupe Taxi Girl[46],[47],[11]
- 1980 : Je marche dans les villes[48],[11],[49], Djemila[j], Sirocco[1], Viril[k] et Midi Minuit[l] (Jean Guidoni & Pierre Philippe) par Jean Guidoni
- 1980 : La Plus Belle Fois qu'on m'a dit « je t'aime » par Francis Lalanne[22],[3],[11]
- 1980 : Deux vieilles (Clémence DesRochers/Marc Larochelle) par Pauline Julien[b 5]
- 1981 : Xavier par Anne Sylvestre[52]
- 1981 : La flûte du maire par Charles Trenet[a 10],[25]
- 1981 : Il a la tête d'un poète (il a le cul d'une tapette) par Jeanne-Marie Sens[e]
- 1981 : S'faire enculer écrite par Brassens[53]
- 1982 : De la main gauche par Danielle Messia (musique coécrite avec Jean Fredenucci)[3],[b 6]
- 1982 : Rêves immoraux (J-L. Dabadie / P. Juvet) par Patrick Juvet[25],[e],[36]
- 1983 : Autonome (C. Lara/Luc Plamondon) par Catherine Lara[3],[b 7],[11],[36]
- 1983 : Cargo par Axel Bauer[47],[54],[49]
- 1983 : Le Lac des brumes (Hervé Vilard/Didier Barbelivien) par Hervé Vilard[55],[49],[e]
- 1983 : Les Filles de l'aurore (W. Sheller/M. Solal-W. Sheller) par William Sheller[56]
- 1983 : Rose[m], Tout va bien[n], Smoking blanc[60] et Allée des coquelicots[o] (Pierre Philippe) par Jean Guidoni.
- 1983 : Rupture au miroir (Serge Gainsbourg), par Jane Birkin[63],[b 8]
- 1984 : C'est la misère célibataire par Dick Annegarn[p]
- 1984 : I'm the boy par Serge Gainsbourg[67]
- 1984 : Kiss Me Hardy de et par Serge Gainsbourg[67],[39],[e]
- 1984 : Maman a tort par Mylène Farmer[b 9]
- 1985 : 3e sexe par le groupe Indochine[68],[56],[36]
- 1985 : Canary Bay par le groupe Indochine[68]

- 1985 : Drugstore, 18 heures[q] et Alice et Alfred (retraités)[r] par Jean Guidoni

- 1985 : Tu me divises par deux (Marc Lavoine/Fabrice Aboulker) par Marc Lavoine[71],[e],[36]

- 1985 : Il aimait les garçons (Michel Kricorian, P. Honeyman, G. Di Nino) par Kelly[39]

- 1986 : Elles par Catherine Ribeiro[72]

- 1986 : Elle n'aimait pas les garçons (Pierre Béraud-Sudreau/Éric Fettweiss) par Partenaire particulier[réf. nécessaire]

- 1986 : Homosexuel par le groupe Pigalle[73],[39]

- 1986 : Qui est qui ? extrait du spectacle Lily passion par Barbara[14],[e]

- 1986 : Pas un garçon (E. Mottaz) par Emmanuelle[b 10]
- 1986 : S'envoler jusqu'au bout (Jeanne Mas/Romano Musumarra) par Jeanne Mas (face B du single Sauvez-moi)[39],[e]
- 1987 : Équivoque de Jean-Luc Lahaye[39]
- 1987 : Étienne par Guesch Patti[s]

- 1987 : Joe le taxi par Vanessa Paradis[74],[b 11]
- 1987 : Mon légionnaire par Serge Gainsbourg[75],[3]
- 1987 : Sid'Amour à mort par Barbara[22],[a 13],[1]
- 1987 : Sans contrefaçon (Laurent Boutonnat/Mylène Farmer) par Mylène Farmer[76]
- 1988 : À Maurice Pilorge par le groupe Casse-Pipe (texte de Jean Genet extrait du Condamné à mort, musique de Hélène Martin)[39]
- 1988 : Parce que (Daniel Darc/Bill Pritchard)[77]
- 1989 : Alexis m'attend (P. Lafontaine) par Philippe Lafontaine[39]
- 1989 : Sphinx de nuit, par Colette Magny[78],[b 12]
- 1989 : Boulevard des rêves (Linda William' - Dorine Hollier/Romano Musumarra) par Linda William[réf. nécessaire]

### Années 1990
- 1990 : L'Amour défendu par Hervé Vilard[réf. nécessaire]
- 1990 : Antinoüs par Hervé Cristiani[t]
- 1990 : Le Privilège (D. Barbelivien) par Michel Sardou[3],[80],[e]
- 1990 : Sophie et Sappho par Alain Chamfort[81]
- 1990 : Une femme avec une femme (P. Grosz/J. M. Cano) par le groupe Mecano[u],[56],[11],[82]
- 1991 : L'amour existe encore par Céline Dion[83]
- 1991 : Pas d'ami (comme toi) (en) par Stephan Eicher[v]
- 1992 : Ah ! L'amour, l'amour par Pierre Perret[39]
- 1992 : Entre elle et moi (C. Lara) par Catherine Lara et Véronique Sanson[7],[39]

- 1992 : Je suis une grosse folle (feat. De Vuil Janet) par le groupe Bassline Boys[réf. nécessaire]

- 1992 : L'Oubli de et par Michel Rivard[39]

- 1992 : Nagib par Charles Trenet[réf. nécessaire]

- 1993 : Je me damne par Yta Farrow[39]
- 1993 : L'Étoile rose par le groupe Casse-Pipe[a 7]
- 1993 : Les Amants par Les Rita Mitsouko[85]
- 1993 : Monocle et Col dur (Pierre Philippe/J. Noureddine) par Juliette[b 13],[7],[a 14]
- 1993 : Monsieur Vénus (Pierre Philippe/J. Noureddine) par Juliette[7]
- 1993 : Stilitano par le groupe Casse-Pipe[a 7]
- 1993 : Un homme ou une femme (A. Red/W. Van Lierde) par Axelle Red[86],[39]
- 1994 : Entre Nicole et Nicolas (Allain Leprest, Romain Didier) par Allain Leprest[39]
- 1994 : Ruisseau Bleu par Anne Sylvestre[78]

- 1994 : Frangin (Frank Thomas, Gérard Berliner) par Gérard Berliner
- 1995 : Eaunanisme par Mylène Farmer
- 1995 : J'entends parler par le groupe Raggasonic

- 1995 : Krik Manivelle par Les Elles[39]
- 1995 : Une graine (Néry) par Les Nonnes Troppo[réf. nécessaire]
- 1996 : Avec Luc de Clarika[39]
- 1996 : L'amoureuse par le groupe Indochine[réf. nécessaire]

- 1997 : La Différence par Lara Fabian[87],[88],[e]

- 1997 : Rue des petits pas par le groupe Belladonna 9CH
- 1998 : Comme un homme (B.O. de Mulan) par Patrick Fiori

- 1998 : L'Autre Amour (Richard Cocciante) par Sylvie Vartan[89],[e]
- 1998 : L'amour, par le groupe Little Rabbits[réf. nécessaire]
- 1998 : La Boum à Cindy par le groupe Marcel et son orchestre[39]
- 1998 : La vie réserve des surprises du film Jeanne et le Garçon formidable (Jacques Fortineau/Philippe Miller) par Jacques Bonnaffé[39]

- 1998 : Le Voisin par Miossec
- 1998 : Sa raison d'être de Pascal Obispo par Les Enfoirés
- 1998 : Love parade par le groupe Tagada Jones

- 1999 : À quoi ça tient par Romain Didier[39]
- 1999 : Ces chanteurs qui n'aiment pas les femmes[w], Monocle et col dur[x] et Les Boîtes[92] (Pierre Philippe) par Jean Guidoni
- 1999 : L'amour anal par le groupe Trotskids[réf. nécessaire]
- 1999 : La coupe d'immonde par Nicolas Bacchus[39]
- 1999 : N'import'nawak par le groupe Les Wriggles[39]
- 1999 : Sale Pédé (N. Bacchus) par Nicolas Bacchus[39]

### Années 2000
- 2000 : Ça n'se voit pas du tout de et par Anne Sylvestre[39]
- 2000 : Deux Anglaises de Clarika[39]
- 2000 : Parc'qu'elle aime une femme par Mannick[93]
- 2000 : Venus[réf. nécessaire], Stef II[y] par le groupe Indochine
- 2001 : Adam et Yves par (Joëlle Kopf/Zazie) par Zazie[88],[95],[e]
- 2001 : Elles par Matt Houston[39]
- 2001 : Entre elle et moi par Les Valentins[96],[97],[39]
- 2001 : J'te flash, J'te love par Pierre Palmade[14]
- 2001 : Obsédé sexuel par Fuckly[réf. nécessaire]
- 2001 : Quoi qu'ils pensent de et par Larusso[39]
- 2002 : Défoncé, défonce-moi par Damien Saez[39]
- 2002 : J'aime regarder les mecs (feat. Bernard Garcia) par le groupe Polyester[z]
- 2002 : Le harpon de Cupidon par le groupe Krêposuk[99]
- 2002 : Le Plus Beau du quartier (C. Bruni) par Carla Bruni[39]
- 2002 : Ton fils (...dort avec moi) de et par Nicolas Bacchus[45],[100]
- 2002 : Les Deux Hommes (L. Lemay) par Lynda Lemay[101],[93],[39]
- 2002 : Madame Suzie par Jeanne Cherhal[39]
- 2002 : Punker[réf. nécessaire], Marilyn[39] par le groupe Indochine
- 2002 : Petit Pédé (R. Séchan) par Renaud[39],[e]
- 2002 : Sexe par Damien Saez[réf. nécessaire]
- 2002 : Tolérance de et par Princess Aniès[aa]
- 2002 : Tourne-toi Benoît par le groupe Benoît[39]
- 2003 : Différent de et par Cali[réf. nécessaire]
- 2003 : Glory Hole par Benjamin Biolay[39]
- 2003 : La mouche par le groupe Ginkobiloba[103]
- 2003 : Les hommes que j'aime par le groupe La Rue Ketanou[104],[36]
- 2003 : Y'a des garçons par Fabulous Trobadors[réf. nécessaire]
- 2004 : Coming out de et par Alexis HK[39]
- 2004 : Le petit voisin par Jeanne Cherhal[réf. nécessaire]
- 2004 : L'Attraction des cœurs (P. Loiseau, T. Valona, S. Ramin) par Dave[39]
- 2004 : Laissez-les respirer de et par Leslie (sur l'album Mes couleurs)[105]
- 2004 : Si demain... (Turn around) par Bonnie Tyler et Kareen Antonn[réf. nécessaire]
- 2005 : Chanson pour Sam par le groupe La Ruda[39]
- 2005 : Adora par le groupe Indochine[réf. nécessaire]
- 2005 : Coming out par le groupe Astonvilla[106]
- 2005 : Comme elle se donne par Jérôme Attal[ab]
- 2005 : J'ai essayé[108],[36], Inventaire[109],[110], Dans les saunas[100],[111], Les Maladies mortelles[100], Enquête préliminaire[110],[36] par Nicolas Bacchus
- 2005 : Escargot de et par Éric Mie sur l'album Dépareillé[112]
- 2005 : Georges et Louis (M-H. Picard, T. Defever, T. Defever) par le groupe Presque oui[39]
- 2005 : Homomachine de et par les Femmouzes T.[39]
- 2005 : L'Amour qu'on n'a pas fait par Laurent Viel et Olivia Ruiz[réf. nécessaire]
- 2005 : Léopold par le groupe Les Cowboys fringants[39]
- 2005 : Le Bouffon De La Cité par Monsieur Roux[réf. nécessaire]
- 2005 : Mon petit mec et moi par le groupe Les Wriggles[ac]
- 2006 : Gabriel par Najoua Belyzel[114],[39],[36]
- 2006 : I'm afraid par le groupe Sexy Sushi[réf. nécessaire]
- 2006 : Lola (Jennifer Ayache)[115], Jenn je t'aime (Jennifer Ayache) [116]  par Superbus
- 2007 : Au grand jour par Émily Bégin[réf. nécessaire]
- 2007 : Faire la paix avec l'amour par Dany Bédar[19]
- 2007 : Du pareil au même par Nolwen[réf. nécessaire]
- 2007 : Gay marions-nous de et par Anne Sylvestre[117],[e]
- 2007 : Georges de et par Thomas Fersen[réf. nécessaire]
- 2007 : J'ai cru entendre (A. Beaupain) par Louis Garrel et Grégoire Leprince-Ringuet (bande originale du film Les Chansons d'amour)[ad],[36]
- 2007 : Je t’aime comme je t’ai fait par Frédéric François[ae]
- 2007 : Jérôme par le groupe Les Ogres de Barback[119]
- 2007 : Dans la peau, La Première Fois que tu m'as quitté, En visage, Si on tombe par Océan[réf. nécessaire]
- 2007 : Les Femmes par Yelle[120]
- 2007 : X raisons, La Chanson du dandy, Sale expérience, Je ne suis pas l'homme, Un soir à Paris par Kiappe[réf. nécessaire]
- 2007 : Je n'aime que toi (Alex Beaupain) par Louis Garrel, Ludivine Sagnier et Clotilde Hesme (Bande originale du film Les Chansons d'amour)[af],[36]
- 2008 : Réchauffement global – Je suis gay par le groupe Nightwork[122]
- 2008 : Je veux tout par Ariane Moffatt[réf. nécessaire]
- 2008 : Petit PD par le groupe Sexy Sushi[123]
- 2008 : Mademoiselle par Zaza Fournier[réf. nécessaire]
- 2008 :  Sex Appeal par Sexy Sushi[ag],[123]
- 2008 : On ne choisit pas par le groupe Arcanes[réf. nécessaire]
- 2008 : To bi or not to bi par Ysa Ferrer[124],[e],[36]
- 2009 : 1 Garçon par Lorie Pester[125]
- 2009 : Adulte & sexy par Emmanuel Moire[126],[127]
- 2009 : Suzanna par Pauline Paris[réf. nécessaire]
- 2009 : Harmony par Chat[réf. nécessaire]
- 2009 : Jérémie[114],[36], Quand revient l'été[réf. nécessaire] par Najoua Belyzel
- 2009 : La Bourgeoisie des sensations par Calogero[128],[36]

### Années 2010
- 2010 : Elle me plaît par Anaïs[129]
- 2010 : Ô la douceur du bagne par  Étienne Daho, Jeanne Moreau, texte de Jean Genet[130]
- 2010 : J'ai rencontré Marie par Lynda Lemay[131],[88]
- 2010 : Tous ces garçons par Sylvie Vartan[132]
- 2010 : Pointé du doigt par Bruno Roy[115]
- 2011 : Celles qui aiment elles par Marie-Paule Belle[133],[b 15],[134]
- 2011 : Coming out par le groupe Les Fatals Picards[135]
- 2011 : Elle me dit par Mika[réf. nécessaire]
- 2011 : En miettes[136], La Pudeur, L'Arbre penché, Les Secondes, Mariage, Toi garçon, Tu[réf. nécessaire] par Océan
- 2011 : J'ai oublié de te dire par D'Geyrald[réf. nécessaire]
- 2011 : Filet mignon[137], Ta mère (...me veut pour gendre)[138], Les Uniques[ah], La Pierrette à Pigalle[140] par Nicolas Bacchus
- 2011 : Maman le sait par Lisa Angell[141]
- 2011 : Homosexuel par Julien Doré[réf. nécessaire]
- 2011 : Me taire, te plaire par Mademoiselle K et Zazie[95]
- 2011 : Swing ta vie par Nawal[réf. nécessaire]
- 2011 : Mon coloc' par Max Boublil[142]
- 2011 : Mon homonyme (en duo avec Simon Mimoun) par Aldebert[113]
- 2011 : T'enflamme pas pétasse par le groupe Sexy Sushi[réf. nécessaire]
- 2012 : Brian Williamson par Tryo[143]
- 2012 : Elle par Shy'm[réf. nécessaire]
- 2012 : Elle a dit (Laurent Boutonnat) par Mylène Farmer[144],[145]
- 2012 : L'amour est éternel par Cali[ai]
- 2013 : Deux ils, Deux elles par Lara Fabian[148]
- 2013 : Les hommes préfèrent les hommes par Brigitte Fontaine[b 16]
- 2013 : Mademoiselle par Zazie[149]
- 2013 : College Boy par Indochine[150]
- 2014 : Anne et Louise par Patrick Fiori[151],[152]
- 2014 : Bi par Alizée[153],[e],[36]
- 2014 : Boum boum boum de Mika[154]
- 2014 : Dis-le nous par le groupe Archimède[155]
- 2014 : J'ai le droit aussi par Calogero[113],[115],[e]
- 2014 : Maître-Queue, par Pascal Mary[156]
- 2014 : Noxolo de et par Jeanne Cherhal[157]
- 2014 : Unisex de Christophe Willem[158],[e]
- 2015 : Comme les autres de Keen'V[159]
- 2015 : Je suis de Bigflo & Oli[160],[161]
- 2016 : Un lièvre de Thomas Fersen[réf. nécessaire]
- 2016 : Beauté particulière par Tal[162]
- 2016 : Des idylles par Jenifer[163]
- 2017 : Kid d'Eddy de Pretto[11],[115],[e]
- 2017 : Il a dit par Alvin Point[164]
- 2018 : De l'amour par Urgence Homophobie[165]
- 2018 : Normal par Eddy de Pretto[166]
- 2018 : Ta reine par Angèle[167],[168],[e]
- 2018 : Grave par Eddy de Pretto[169]
- 2018 : La Promesse par Emmanuel Moire[170],[e]
- 2018 : La Marcheuse Christine and the Queens[171],[b 17]
- 2019 : Grandiose[172], Les séquoias[11], On brûlera[173] par Pomme
- 2019 : Tu me regardes par Angèle[174]
- 2019 : Le Monarque des Indes par Pierre Lapointe[175]
- 2019 : Vendredi 13 par Pierre Lapointe[réf. nécessaire]
- 2019 : Amours Censure par Hoshi[176],[177],[115],[171]
- 2019 : Claire par Safia Nolin[178]
- 2019 : Madame Klaude par Therapie Taxi[réf. nécessaire]
- 2019 : 88 % par Philippe Katerine et Lomepal[179]
- 2019 :  P’tit Gars par Suzane[171],[88]
- 2019 : La femme à la peau bleue par Vendredi sur mer[b 18],[180]
- 2019 : Jimy par Aloïse Sauvage[b 19]
- 2019 : Elles avaient 15 ans par Mélodie Lauret[181]
- 2019 : L'effet de masse par Maëlle[réf. nécessaire]

### Années 2020
- 2020 : Séduction par Joanna[182],[180],[b 20]
- 2020 : Anouchka par Suzane[171]
- 2020 : Jusqu'à ce que l'amour nous sépare par Gabriele (écrite par Jacqueline Taïeb)[183]
- 2020 : De mon âme à ton âme par Kompromat avec Adèle Haenel[184]
- 2020 : Omowi par Aloïse Sauvage[185]
- 2020 : Tata Yoyo par Jim Bauer[aj]
- 2021 : Dans mon lit par Laura Cahen[189]
- 2021 : Le Drapé par Ratel C[ak]
- 2021 : Un Fil d'Amour par Ratel C[191]
- 2022 : Touche-Moi par Kalika (avec Joanna)[192]
- 2022 : Ni reine ni roi par Christophe Willem[193],[36]

- 2022 : Mater hilara par Ratel C[réf. nécessaire]

- 2022 : J'avance par Christophe Willem[194]
- 2022 : Joli Danger par Aloïse Sauvage[195]

- 2023 : Félin pour l'autre par Alain Wodrascka[réf. nécessaire]
- 2024 : Sa Solitude, Buffet froid par Ratel C[réf. nécessaire]

### Parodies
Cette section regroupe les chansons abordant l'homosexualité de façon parodique, humoristique ou stéréotypée :
- 1906 : Le Trou de mon quai (P. Briollet, J. Combe / D. Berniaux) par Dranem[196],[1],[d 2]
- 1923 : Titi, Toto et Patata (G. Ouvrard) par Ouvrard[c 14],[d 7]
- 1936 : Le chapeau de Zozo (René Sarvil - C. Borel-Clerc) par Maurice Chevalier[24],[c 16]
- 1956 : Bourrée de complexes de et par Boris Vian[al]
- 1966 : Grand-mère par Jacques Brel[am]
- 1967 : Les Bonbons 67 par Jacques Brel[199],[200]
- 1968 : On dit qu'il en est par Fernandel[3],[1],[39]
- 1971 : Le Rire du sergent (M. Sardou-Y. Dessca/J. Revaux) par Michel Sardou[24],[87]
- 1982 : J'encule par Gogol Premier[an]
- 1982 : Homosexualis Discothecus (Jean Yanne) du film Deux heures moins le quart avant Jésus-Christ[203],[39](même s'il s'agit plus d'une parodie anachronique d'une boîte gay.)
- 1982 : Soyez pédés de Patrick Font[204]
- 2006 : Ma copine est une lesbienne par le groupe Zephyr 21[205]
- 2007 : J'aime trop ton boule par Fatal Bazooka[206]
- 2009 : Mon petit PD par Les Wampas[ao]

### Chansons ouvertement homophobes
- 1907 : Chanson de l'armée allemande (Pierre-Louis Flers/Alfred Patusset) par Maurel et Vilbert[ap],[d 12]
- 1908 : Scandale teuton (J. Péheu/T. Poret) par Jean Péheu[ap],[d 12]
- 2001 : Makoumé[208], Brilé Yo[208] et Batty Boy Dead Now[208],[209],[210] par Admiral T
- 2004 : McDoom Dead par Krys[211],[210]
- 2009 : Cessez le feu par Sexion d'assaut[212]
- 2009 : On t’a humilié par Sexion d'assaut[212]